# オーバーアマガウ

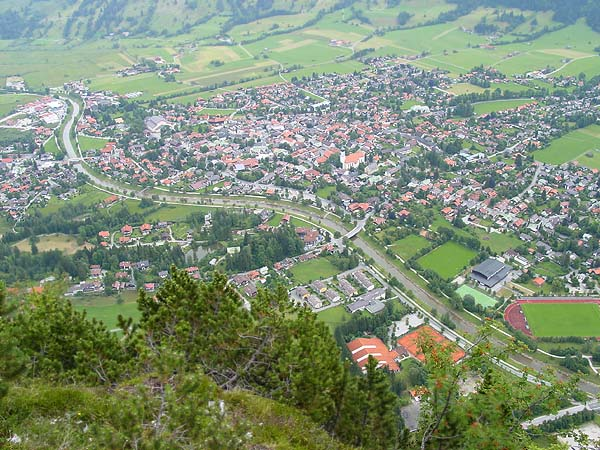
オーバーアマガウの村を近くの山から俯瞰する（2005年）

オーバーアマガウ（独: Oberammergau）は、ドイツバイエルン州ガルミッシュ＝パルテンキルヒェン郡にある村。10年に一度村人総出の受難劇が催される処として有名である。また、NATO（北大西洋条約機構）のNATO訓練校(en:NATO School)もある。

## 受難劇
受難劇（passion play）とは、イエス・キリストが十字架刑で殺され「受難」を受ける過程に関する劇で、特に聖週に世界各地で催されるが、10年に一度村人総出で行われるオーバーアマガウの受難劇がつとに有名である。
17世紀ペストが大流行していた1633年、村民たちはペストの退散を神に祈り「もし祈りが聞き届けられペストの蔓延が収まったならば、感謝のしるしとして10年に一度受難劇を上演する」という誓いを立てたところ、その後この村からペストの死者は出なかった。これをきっかけとして、翌年の1634年に最初の上演がおこなわれた。ナポレオン戦争終結記念やアドルフ・ヒトラーの肝煎りで実施された300周年（1934年）など、例外での上演歴もある。2000年の上演に際しては、原典にあるユダヤ人差別的な内容をめぐってその内容の修正が議論され、その模様はNHKスペシャルにも取り上げられた。
野外劇場で上演され、2,000人以上が出演する。キリストの生涯をたどる劇の主要部分に、それらの場面と対応する旧約聖書のエピソードが活人画として対置される。観客席は5000席。開催される年には、5月から9月にかけて100回以上上演され、上演時間は、途中休憩をはさみながら朝から夕方までになる。2010年の次は2020年の予定であったが、新型コロナウイルスの感染拡大により2022年に延期する旨が2020年3月19日に発表された。2022年5月14日に、2年遅れでの上演がスタートした。開幕の時点で秋の終演までのチケット45万枚のうち、75%が販売済と報じられた。予定通り10月2日まで上演が実施され、最終的にチケットは91%が売れて約41万2000人が観劇した。次回は、当初の前回開催年から10年後の2030年の予定である。